# Carola Silvestrelli
Carola Silvestrelli (Roma, 1965) è un'attrice, conduttrice televisiva e regista italiana.
Professionalmente ha il suo battesimo artistico nel 1989, su Rai 3, con il programma La TV delle ragazze.
La sua vita professionale segue subito varie strade, dall'attrice alla autrice, dalla regista alla docente di Tecniche Narrative, ma arriva al grande pubblico come conduttrice radiofonica e televisiva.

## Attrice

### Televisione
Partecipa ad alcune serie televisive, sia Rai che Mediaset: Un medico in famiglia, Giornalisti, Un prete tra noi e Rosafuria, film TV diretto da Gianfranco Albano, con un ruolo da co-protagonista.

### Teatro
Debutta con il Teatro dell'Opera di Roma nel 1989 con La serva padrona di Giovanni Battista Pergolesi e Il maestro di cappella, di Domenico Cimarosa, entrambi con la regia di Vera Bertinetti. Passa poi al Teatro dell'Opera di Fiesole con La donna verde, di Daniele Zanettovich, ancora con la regia di Vera Bertinetti. Seguono anni di tournée, anche con commedie scritte, dirette ed interpretate dalla stessa Carola Silvestrelli: 
- Così va il mondo, di William Congreve, regia di Stelio Fiorenza
- Noi che siamo state fidanzate I, II e III, di, con e diretti da Carola Silvestrelli
- Cristoforo Colombo una storia terra... terra, scritta e interpretata da Carola Silvestrelli, regia Toni Garrani
- Nuovi Tragici, di Pietro De Silva, regia di Patrizia Loreti e Pietro De Silva
- Grazie, le faremo sapere, scritto diretto e interpretato da Carola Silvestrelli, con Vittoria Piancastelli e Elena Pandolfi
- Torna a casa lessico, di Mario Scaletta e Carola Silvestrelli, regia di Alessandro Spadorcia
- Per il Festival Internazionale di Polverigi: Storie a colori, scritto e diretto da Alinghieri
- Con il Piccoletto di Roma, diretto da Ettore Scola: Accademia Preneste, di D'Angelo, regia Antonello Fassari
- Navigo solo, di Cristoforo Gorno, regia di David Riondino
- La festa è di là, di Agnès Jaoui e Jean-Pierre Bacri, regia di Siddhartha Prestinari
- Tutto in famiglia, di Murray Schisgal, regia di Gianpiero Bianchi
- Li romani in Russia, di Elia Marcelli, regia di Stefano Messina
- Ercole e le stalle di Augias, di Friedrich Dürrenmatt, regia di Roberto D'Alessandro
- Piccoli Crimini Coniugali, di Éric-Emmanuel Schmitt, regia di Lorenzo Gioielli

### Cinema
Al cinema debutta, in piccolo ruolo, in Francesco di Liliana Cavani. Segue Ricky & Barabba, regia di Christian De Sica, Camerieri, regia di Leone Pompucci, e nei due horror Tafanos e Tafanos 2: l'Inizio regia di Carlo Giudice & Paolo Marcellini, in arte Dipteros.
A.N.I.M.A., di Pino Ammendola regia di Pino Ammendola 2018

## Conduttrice

### Radio
È stata una delle voci più note e amate di Radio Rai Due, anche se gli inizi sono su Radio Rai Uno con 500 ma non li dimostra, nel 1992. Seguono poi tutti programmi di cui è quasi sempre autrice oltre che conduttrice:
- Buongiorno di RADIO 2 - RadioRai 2
- La Piattina è illegale - RadioRai 2, Rai International
- Dentro la Notizia - RadioRai 2
- Fuga dai Mondiali - RadioRai 2, Rai International
- La luna è di formaggio - RadioRai 2, Rai International
- Il Bip Show - RadioRai 2, di Stefano Pistolini
- 3131 Chat - RadioRai 2
- Atlantis - RadioRai 2

### Televisione
Per la televisione ha esordito con La TV delle ragazze. È passato alla storia della Rai il blocco totale di tutti i server internet il pomeriggio in cui Carola Silvestrelli non è apparsa alla conduzione di Batticuore, su Rai 2. Centinaia di migliaia di e-mail arrivarono agli indirizzi elettronici della Rai nei primi cinque minuti di trasmissione. Dal 2006 è uno dei volti ufficiali di Discovery Real Time. Nel mezzo, tanti programmi, molti dei quali anche scritti da lei:
- Magazine 3 - Rai 3
- Green, ragazze e ragazzi - Rai Uno, Rai 2, Rai Tre
- Telefortuna - Rai 1, 2, 3
- Festival dei Maghi di Montecarlo - Rai Tre
- Video sapere - Rai Uno, Rai 2, Rai Tre
- Batticuore - Rai 2
- Donne & Viaggi - Rete 4, girato interamente a Cuba
- La Foglia di Fico - Italia 1, format condotto con Dario Vergassola, mai andato in onda.
- Snooper - RaiSatRagazzi
- Comizi d'amore - Discovery Real Time

## Autrice
Oltre ai programmi che l'hanno vista partecipare anche in veste di conduttrice, per alcune edizioni, è fra gli autori di Mai dire Gol. Firma i personaggi di molti dei comici che si sono avvicendati nella fortunata trasmissione. Ed è anche la creatrice, insieme ad Ugo Dighero che lo interpretava, delle poesie a sfondo tragico del Pupazzo Gnappo, protagonista dell'altra trasmissione firmata dalla Gialappa's Band: Mai dire Maik. Con lui stringerà anche un legame artistico che durerà parecchi anni, e che farà nascere tre spettacoli diretti dalla Silvestrelli ed interpretati da Dighero, più una versione televisiva di uno di questi, C'era una volta un re... ma morì, diretto sempre da Carola Silvestrelli per Canal Jimmy.
Sempre con lui scrive anche una serie di cortometraggi comici su La vita domestica dei supereroi, interpretati da entrambi nei panni (in chiave di parodia) dei più grandi eroi dei fumetti, visti in versione casalinga.
Per la radio, all'elenco dei programmi scritti e condotti si aggiungono quelli realizzati nei due anni di consulenza ai programmi passati a Radio DeeJay, scritti per il Trio Medusa:
- Operazione Trio
- Ultimo Stadio Radio DeeJay

Per la televisione ha anche lavorato come creatrice di nuovi format, come Sweet India, per RAI 2, con il quale ha vinto il Primo premio Miglior commedia europea al IX Media Events Festival International – Albena, Bulgaria.
Come story editor, script editor e sceneggiatrice, ha lavorato, oltre che per Sweet India, in:
- Grandi domani - Italia 1
- Cotti&Mangiati - Rai Uno, Primo premio Miglior commedia europea al X Media Events Festival International.

Possiede anche una casa di produzione, AlambA.